# ナジュラ・ブデン
ナジュラ・ブデン・ラマダン（アラビア語: نجلاء بودن رمضان、1958年6月29日 - ）は、チュニジアの地質学者かつ大学教授であり、チュニジア共和国の首相を務めた。2021年10月11日に就任し、チュニジアとアラブ世界の両方ではじめての女性首相となった。それ以前には2011年に教育省に在籍していた。

## 生い立ち
ブデンは1958年6月29日にケルアンで生まれた。
1983年にESTP Paris校を卒業して技術者となり、1987年にはパリ国立高等鉱業学校で地質学の博士号も取得している。

## 専門家としての経歴
その後エンジニアを職業とし、チュニス・エル・マナール大学のチュニス国立工学校とカルタゴ大学チュニジア理工学部で高等教育の教授を務め、地球科学を専門としてきた。地震災害を中心に研究し、チュニジアの石油活動会社の多くの幹部に対し教育訓練を行った。
チュニジア高等教育・科学研究省でも要職を歴任し、2011年に同省の局長に任命され、2015年にはスリム・チュラ内閣に加わった。
2016年9月には、チュニジアにおいて大きな社会問題となっている大学卒業生の高い失業率を軽減するため、大学教育の改革と「近代化」を目的とした世界銀行出資の7000万ドルのプログラム「PromEssE」の責任者を務めた。

## 政治家としての経歴
2021年9月29日、チュニジアにおける政治危機の中、カイス・サイード大統領は、同国の新政府を樹立するためにナジュラ・ブデンを首相に任命したことを発表した。彼女は2021年7月25日に解任されたヒシェム・メキチの後任として起用された。
女性として初めてチュニジア政府のトップに就任した彼女は、同国、マグレブ、そしてアラブ世界における女性政治家の先駆けとなった。サイード大統領は、このニュースを「チュニジアとチュニジアの女性にとっての名誉」と表現した。
2021年10月11日、カルタゴの大統領府で政府の他のメンバーと共に就任の宣誓を行った。
ブデン内閣では、首相を含め、法務大臣、財務大臣、産業・鉱山・エネルギー大臣、貿易・輸出開発大臣、設備・住宅大臣、環境大臣、家族・女性・子供・高齢者大臣、文化大臣の、25閣僚中9閣僚に女性が就任している（2023年2月時点）。
2023年8月2日、サイード大統領はブデンを解任し、後任に元中央銀行人事部長のアハメド・ハシャニを首相に指名した。

## 個人史
父親のモハメド・ブデンはチュニスの名門高校の教員であり、その後、別の伝統ある高校の校長になった。4人の兄弟姉妹は全員、科学者である
ブデンは眼科医のカメル・ラマダンと結婚しており、夫妻には2人の子がいる。

## 受勲
- チュニジア共和国国家功労官僚勲章（2016年）

## 著作
- Contribution à l'étude de la fragmentation des massifs rocheux à l'explosif ("爆薬による岩盤の破砕効果についての研究"), 博士論文, (1987).[14]
- Innovative geotechnical engineering. Proceedings of the International conference on geotechnical engineering [eds.]("革新的な地盤工学. 地盤工学国際会議論文集（編）"), Sfax, Nouha editions, 2008